# تشاك تومسن
تشاك تومسن (بالإنجليزية: Chuck Thomsen)‏ هو  وسياسي أمريكي، ولد في 20 يناير 1957 في هوود ريفير في الولايات المتحدة. حزبياً، نشط في الحزب الجمهوري. وقد انتخب عضو مجلس ولاية أوريغون.